# Делле, Пьер
Пьер Делле́ (фр. Pierre Delley; 3 ноября 1797 — 29 мая 1870, Фрибур) — швейцарский политик и дипломат.

## Биография
Ранняя биография Пьера Делле неизвестна. Упоминается в 1847 году как секретарь посольства Швейцарии в Париже, затем с января по май 1848 года — временный поверенный в делах. С июня 1848 по декабрь 1852 года — канцлер дипломатической миссии в Париже. После возвращения в кантон Фрибур выставил свою кандидатуру на должность казначея и был избран на этот пост 12 июня 1854 года. Однако занимал эту должность в течение всего одного дня, так как 13 июня был избран в государственный совет кантона. С июня 1854 по ноябрь 1855 года был директором (министром) финансов — получил этот пост в трудной финансовой ситуации, с большим количеством долгов, вызванных Зондербундской войной. Подготовил поправки в закон о кантональном банке 26 ноября 1855 года, но 27 ноября не смог пройти выборы в следующий состав государственного совета. С 1857 года вновь секретарь швейцарского посольства в Париже. Скончался во Фрибуре 29 мая 1870 года в возрасте 73 лет.